# Triglops nybelini
Triglops nybelini is een straalvinnige vissensoort uit de familie van donderpadden (Cottidae). De wetenschappelijke naam van de soort is voor het eerst geldig gepubliceerd in 1944 door Adolf Severin Jensen.